# Луиђи Лукени
Луиђи Лукени (итал. Luigi Lucheni; Париз, 22. април 1873 — Женева, 19. октобар 1910) је био италијански анархиста који је 1898. убодом оштром турпијом извршио атентат на аустријску царицу Елизабету Баварску (познатију као Сиси). Као 25-годишњак је осуђен на доживотну робију. Дана 19. октобра 1910. пронађен је обешен у својој ћелији.